# Edmund Pevensie
Edmund Pevensie – postać stworzona przez C.S. Lewisa w cyklu pt. „Opowieści z Narnii”. W pierwszym tomie zamiast być po stronie Aslana (jak reszta rodzeństwa) był po stronie Czarownicy.
Edmund jest trzecim z kolei w rodzeństwie, po siostrze Zuzannie. Jego rodzeństwo to Piotr Pevensie, Zuzanna Pevensie i Łucja Pevensie, której dokuczał (w pierwszym tomie).

## Lew, czarownica i stara szafa
W pierwszej części „Lew, czarownica i stara szafa” jest upartym i wiecznie złym na swego starszego brata chłopakiem. Do Narnii dostaje się jako drugi, po siostrze Łucji i poznaje tam Jadis – Białą Czarownicę; omamiony, przechodzi na jej stronę. Później spotyka swoją siostrę, wracającą od fauna i razem podążają w stronę do swojego świata (w stronę starej szafy). Łucja chce uświadomić reszcie, że Edmund widział Narnię, lecz ten, chcąc zrobić siostrze przykrość, zapiera się. Gdy w końcu wszyscy trafiają do Narnii, Edmund zdradza się z faktem, iż był już w tej krainie, co powoduje niechęć reszty rodzeństwa. Podczas spotkania z państwem Bobrów nikt nie zauważa, że Edmund ich opuszcza i udaje się do zamku czarownicy. Tam przekonuje się o prawdziwym charakterze czarownicy – jest więźniem, podle traktowanym, później staje się zakładnikiem, za którego Aslan składa ofiarę z siebie. Gdy wraca do rodzeństwa, obiecuje poprawę i dotrzymuje słowa. Bierze udział w bitwie pod Beruną przeciwko armii Białej Czarownicy. Podczas bitwy łamie Czarownicy różdżkę. Zostaje ciężko ranny, ale Łucja leczy jego rany. Później – zgodnie z przepowiednią, zostaje wraz z rodzeństwem koronowany na króla Narnii i otrzymuje przydomek Sprawiedliwy. Jako władca Narnii był spokojny i bardziej opanowany niż Piotr. Znany był z mądrych wyroków.

## Książę Kaspian
Edmund zostaje ściągnięty do Narnii za pomocą magicznego rogu. Słucha opowieści karła Zuchona i po jej wysłuchaniu rusza razem z innymi do obozu księcia Kaspiana. Wcześniej pokonał Zuchona w pojedynku na miecze, tym samym udawadniając mu, że on i jego rodzeństwo są tymi, za kogo się podają. Później jako jedyna osoba uwierzył Łucji, że widziała Aslana i stanął po jej stronie, nawet kłócąc się z Zuzanną. Aslan pogratulował mu tej wiernej wobec siostry postawy, mówiąc: „Dobrze się spisałeś”. Uratował Kaspiana i jego przyjaciół, zabijając zdrajcę Nikabrika. Dostarcza Mirazowi napisane przez Piotra wyzwanie na pojedynek. Gdy rozpoczyna się walka z Telmarami jako pierwszy staje u boku swego brata. Gdy wraca do naszego świata, okazuje się, że zostawił w Narnii swoją nową latarkę.

## Podróż „Wędrowca do Świtu”
Edmund razem z Łucją i swoim kuzynem Eustachym dostaje się na statek króla Kaspiana. Na Samotnych Wyspach zostaje porwany przez piratów i uratowany przez Kaspiana. Na Wyspie Śmiertelnej Wody, gdy sprawdza głębokość jeziora jego włócznia zamienia się w złoto. Gdy dociera na Wyspę Ramandu początkowo nieufnie odnosi się do jego córki Ramandu, ale to szybko mija. Pod koniec książki Aslan mówi mu, że on i Łucja już nigdy nie wrócą do Narnii.

## Koń i jego chłopiec
Edmund przyjeżdża razem z Zuzanną do Kalormenu. Dzięki pomysłowi fauna Tumnusa wszyscy stamtąd uciekają. Gdy Edmund dowiaduje się o ataku Rabadasza na Archenlandię, wyrusza razem z Łucją i armią Narnijczyków na pomoc Archenlandii. W czasie walki zabija Korradina i walczy z Rabadaszem.

## Ostatnia Bitwa
Edmund dostaje się do stajni, będącej wejściem do krainy Aslana razem z Piotrem, Łucją, Digorym, Polą, Julią i Eustachym. Zostaje już w krainie Aslana na zawsze.